# Gérard Jumel
Pour les articles homonymes, voir Jumel (homonymie).
Gérard Jumel, né le 12 juin 1956 à Kénitra au Maroc, est acteur, monteur, réalisateur et scénariste français.

## Biographie
Diplômé de l'IDHEC en 1983, il réalise le montage de nombreux documentaires et courts-métrages, et a été monteur pour FR3. Il est acteur et réalisateur  en 1993 dans Ce que femme veut..., co-écrit avec Sylvie Randonneix. D'après Le Mensuel du cinéma, « La grande séduction de ce film vient du talent avec lequel l'auteur fait surgir la cocasserie à partir du réel ». Il présente la particularité d'avoir joué dans tous les films qu'il a réalisé. Il est le fondateur de la société de production Jour J. Productions, créée en 1995.

## Filmographie partielle
- 1988 : Matin de mariage (court-métrage)
- 1993 : Ce que femme veut... (réalisation, scénario, acteur)
- 1994 : La Séparation de Christian Vincent
- 1995 : Suivez le bébé (court-métrage)
- 1995 : La Caverne des phoquiers (court-métrage)
- 1996 : Cœur de cible de Laurent Heynemann
- 1997 : Je ne vois pas ce qu'on me trouve (What's so Funny About Me?)
- 1999 : Le Voyage à Paris de Marc-Henri Dufresne
- 2001 : Mes carnets de pêche extraordinaires (documentaire)
- 2006 : Quatre étoiles : directeur